# Allelomyia discalis
Allelomyia discalis är en tvåvingeart som beskrevs av Gonzalez 1992. Allelomyia discalis ingår i släktet Allelomyia och familjen parasitflugor. Inga underarter finns listade i Catalogue of Life.